# Freddie Frith
Frederic L. Frith, detto Freddie (30 maggio 1909 – Grimsby, 24 maggio 1988), è stato un pilota motociclistico britannico vincitore di un titolo nel motomondiale.

## Carriera
La sua carriera nel motociclismo era iniziata nel periodo tra le due guerre mondiali e le prime vittorie di prestigio avvennero nel Manx Grand Prix, vinto nel 1935. Le prime partecipazioni registrate in questa gara disputata sull'Isola di Man risalgono al 1930 e il primo successo venne registrato nel 1935 alla guida di una Norton. Dall'anno successivo, sempre con la stessa casa motociclistica, cominciarono le sue partecipazioni alla gara maggiore del Tourist Trophy, iniziate con un successo nel Junior TT.
Nel 1937 ripeté la vittoria, questa volta nel Senior TT; Frith è anche uno dei pochi piloti che vinsero quella corsa sia prima che dopo la seconda guerra mondiale: si aggiudicò infatti anche la seconda edizione dopo il termine del conflitto, nel 1948 e quella successiva, con quest'ultima che rappresentò anche il debutto assoluto del campionato mondiale.
Prima del conflitto mondiale aveva anche gareggiato in quello che era l'antesignano del Campionato Europeo Velocità, aggiudicandosi varie prove nell'edizione del 1936 e conseguente vittoria finale nella Classe 350.
Nel 1948, alla ripresa delle competizioni dopo il periodo bellico e passato alla guida di una Velocette, si aggiudicò anche il Gran Premio motociclistico dell'Ulster e il titolo di campione europeo sempre nella Classe 350.
Nel primo anno del motomondiale, quello del 1949, ha vinto tutti i 5 Gran Premi della classe 350, ottenendo in ogni occasione anche il giro più veloce (che in questa prima edizione del campionato assegnava un punto supplementare in classifica) ed è stato il primo campione del mondo della classe stessa.
Al termine di quella stagione di gare, decise di ritirarsi dalle competizioni.

## Risultati nel motomondiale
| 1949 | Classe | Moto      |   |   |   |   |   |    | Punti | Pos. |
| ---- | ------ | --------- | - | - | - | - | - | -- | ----- | ---- |
| 1949 | 350    | Velocette | 1 | 1 | 1 | 1 | 1 | NE | 33    | 1º   |

| 1949 | Classe | Moto      |     |   |     |     |  |  | Punti | Pos. |
| ---- | ------ | --------- | --- | - | --- | --- |  |  | ----- | ---- |
| 1949 | 500    | Velocette | Rit | 5 | Rit | Rit |  |  | 5     | 11º  |

| Legenda | 1º posto        | 2º posto            | 3º posto            | A punti      | Senza punti        | Grassetto – Pole position Corsivo – Giro più veloce |
| Legenda | Gara non valida | Non qual./Non part. | Ritirato/Non class. | Squalificato | '-' Dato non disp. | Grassetto – Pole position Corsivo – Giro più veloce |